# Дитячі музичні школи Києва (список)
Дитячі музичні школи Києва (список) — перелік музичних шкіл Києва
- Школа Вокалу Гармонія[1]. Київ, 01030 вул. Богдана Хмельницького 59-б (Шевченківський р-н, Центр);
- Київська Школа Вокалу. Київ, 01001 вул. Михайлівська 16-б; Київ, 01004 вул. Басейна 9-а
- Школа вокалу в Києві Talant Production, Київ, вул. Академіка Богомольця, 4а
- Міжнародна школа мистецтв «Монтессорі центр», Київ, вул. Княжий Затон, 21, вул. Дмитрівська 46
- Приватна музична школа «Соломрія». Київ, 01021, вул. Кловський узвіз 8; Київ, 01133, вул. Старонаводницька 6А.[2]
- Київська дитяча школа мистецтв № 1[3]. 03058, Київ, вул. Генерала Тупікова, 29, (Солом'янський р-н).
- Київська дитяча школа мистецтв № 2 імені Михайла Вериківського. Київ,  Бульварно-Кудрявська, 2, (Шевченківський р-н)..
- Київська дитяча школа мистецтв № 3. 02222, Київ, просп. Маяковського, 39 (Деснянський р-н).
- Київська дитяча школа мистецтв № 4. 02068, Київ, вул. Ахматової, 5, (Дарницький р-н)..
- Київська дитяча школа мистецтв № 5. Київ, вул. Маршала Малиновського, 11-в (Оболонський р-н).
- Київська дитяча школа мистецтв № 6 імені Германа Жуковського. 02100, Київ, бульвар Верховної Ради, 15, (Дніпровський р-н)..
- Київська дитяча школа мистецтв № 7. 02232, Київ, вул. Костянтина Данькевича, 4-А. (Деснянський р-н).
- Київська дитяча школа мистецтв № 8. 03115, Київ, вул. Федори Пушиної, 6-б, (Святошинський р-н).
- Київська дитяча школа мистецтв № 9. 02088, Київ, вул. Є.Харченка, 47. (Дарницький р-н).
- Музична школа сценічного виховання ім. І.Карабиця. 02055, Київ, вулиця Ахматової, 30.
- Дитяча музична школа № 1 ім. Якова Степового. Київ, 04070, вул. Сагайдачного,39(Подільський р-н);
- Дитяча музична школа № 3 ім. В.Косенка. Київ, 01033, вул. Володимирська, 78 (Голосіївський р-н);
- Дитяча музична школа № 4. Київ, 01014, вул. Бастіонна, 5-А (Печерський р-н);[4]
- Дитяча музична школа № 5 ім. Л.Ревуцького. Київ, 03035, вул. Борщагівська, 14 (Шевченківський р-н);
- Дитяча музична школа № 7 ім. І.Шамо. Київ, 03087, Чоколівський бульвар,25 (Солом'янський р-н);
- Дитяча музична школа № 8. Київ, 04053, вул. В.Житомирська, 26-Б (Шевченківський р-н);
- Дитяча музична школа № 9. Київ, 01024, вул. Дарвіна, 10 (Печерський р-н);[5]
- Дитяча музична школа № 10. Київ, 03150, вул. Велика Васильківська, 75 (Печерський р-н);[4]
- Дитяча музична школа № 11. Київ, 04128, вул. Туполєва, 20-Е (Шевченківський р-н);
- Дитяча музична школа № 12. Київ, 04123, вул. Межова, 25 (Подільський р-н);
- Дитяча музична школа № 13 ім. М.Глінки. Київ, 02139, вул. Вільде, 5 (Дніпровський р-н);
- Дитяча музична школа № 14 ім. Юрія Щуровського. Київ, 03165, бул. Лепсе, 69 (Солом'янський р-н);
- Дитяча музична школа № 15. Київ, 03110, вул. А.Головка, 25 (Солом'янський р-н);
- Дитяча музична школа № 16. Київ, 02154, вул. Ентузіастів, 5/1-А (Дніпровський р-н);
- Дитяча музична школа № 20. Київ, 02152, вул. Бучми, 6 (Дніпровський р-н);
- Дитяча музична школа № 21. Київ, 02091, Харківське шосе,121/3 (Дарницький р-н);
- Дитяча музична школа № 22. Київ, 03158, вул. Зодчих,32 (Святошинський р-н);
- Дитяча музична школа № 23. Київ, 03162, пр. 50-річчя Жовтня,10-Є (Святошинський р-н);
- Дитяча музична школа № 24. Київ, 02166, вул. Курчатова, 19-А (Деснянський р-н);
- Дитяча музична школа № 27. Київ, 01133, бул. Л.Українки, 29 (Печерський р-н)[4];
- Дитяча музична школа № 28. Київ, 01024, вул. Пилипа Орлика, 13 (Печерський р-н);[4]
- Дитяча музична школа № 29. Київ, 03158, пр. 50-річчя Жовтня, 7-Г (Святошинський р-н);
- Дитяча музична школа № 31. Київ, 04073, вул. Сирецька, 13 (Подільський р-н);
- Дитяча музична школа № 32. Київ, 01032, вул. Пирогова, 2 (Шевченківський р-н);
- Дитяча музична школа № 33. Київ, 03151, вул. Мішина,25 (Солом'янський р-н);
- Дитяча музична школа № 35. Київ, 04208, пр. Георгія Гонгадзе,9-А (Подільський р-н);
- Дитяча музична школа № 36. Київ, 04209, вул. Північна, 26 (Оболонський р-н);
- Дитяча музична школа № 37. Київ, 04205, пр. Оболонський, 2-Б (Оболонський р-н);
- Дитяча музична школа № 38. Київ, 03191, вул. Якубовського, 7-Д (Голосіївський р-н);
- Дитяча музична школа № 39. Київ, 04075, вул. Червонофлотська, 18 (Оболонський р-н);
- Дитяча музична школа № 40. Київ, 04212, вул. Богатирська, 2-В (Оболонський р-н);
- Дитяча Школа джазового та естрадного мистецтв. Київ,02097,вул. Челябінська, 7-А (Дніпровський р-н);
- Музична Рок Школа. Київ, 04071, вул. Верхній Вал, 66 (Подільський р-н).